# ستيوارت ريد (لاعب اتحاد الرغبي)
ستيوارت ريد (بالإنجليزية: Stuart Reid)‏ هو لاعب اتحاد الرغبي بريطاني، ولد في 31 يناير 1970 في Kendal ‏ في المملكة المتحدة.

## وصلات خارجية
- ستيوارت ريد عل موقع إسبنسكروم (الإنجليزية)
- ستيوارت ريد على موقع ItsRugby.co.uk (الإنجليزية)